# Noia llegint una carta davant una finestra
Noia llegint una carta davant una finestra (Brieflezend Meisje bij het Venster en neerlandès) és una pintura a l'oli de Johannes Vermeer pintat entre el 1657 i 1659, i que es conserva a la Gemäldegalerie, a Dresden.

## Descripció
Una noia llegeix una carta amb gran atenció i tensió interna. Està representada de perfil però el seu rostre es reflecteix, lleugerament distorsionat, al vidre de superfície irregular d'una finestra que està fraccionada per una carcassa de plom.
La finestra està oberta per permetre l'entrada d'un feix de llum en una habitació més aviat fosca.
Una cortina ocupa gairebé una tercera part del quadre. Els rajos X han permès revelar que en realitat tapa l'existència de primeres idees que Vermeer va tapar amb la cortina. Així es veu una copa de vidre sobre la taula i una altra de molt gran al costat inferior dret. També mostra petits canvis en la postura del personatge i a dalt a la dreta el mateix Cupido que Vermeer va permetre subsistir en la seva totalitat en dos dels seus quadres.

## Anàlisi
El quadre se situa en la fase primerenca de l'artista i és probable que en aquest quadre l'artista tractés per primera vegada un dels temes recurrents de la seva pintura. La noia està absorta en la lectura d'una carta davant la finestra, mentre que la cortina i la taula, coberta amb un tapet, amb una magnífica naturalesa morta, constitueixen, com és freqüent en Vermeer, una barrera entre la figura i l'espectador. Tots els detalls estan tractats amb gran meticulositat, com el reflex de la noia al vidre de la finestra.
Però el més notable de la tela és la llum que il·lumina la figura femenina i que crea l'espai en el qual es troba. Les variacions lluminoses en el marc de la finestra, a la paret, al rostre, a les mans i al cos protagonitzen la composició.

## Història
El quadre fou adquirit el 1724 per August III, príncep elector de Saxònia, juntament amb un cert nombre d'altres pintures comprades a París. El venedor atribuïa el quadre a Rembrandt, i l'incloïa dins del lot com a regal. El 1783, es va vendre atribuït a Govaert Flinck. El nom "Van der Meer des de Delft" s'assignava per primera vegada en una datació de catàleg del 1806, per retornar una altra vegada a Flinck el 1817. Des de 1826 a 1860, l'apel·lació es canviava a Pieter de Hooch. No és fins al 1862 que es comença a identificar com un quadre de Vermeer.
Traslladat a l'URSS entre 1945 i 1955. Des del 1956 es conserva a la Gemäldegalerie de Dresden.
Això subratlla les dificultats inherents a l'establiment del catàleg de Vermeer. No és un treball senzill i es basa en l'estudi del pintor, ja que no han quedat ni contractes ni cartes e l'època en què es van pintar.